# Adrián Oropeza
Adrián Oropeza (nacido como Carlos Adrián Oropeza Ramos, el 14 de febrero de 1972 en Ciudad de México, México) es un baterista y compositor mexicano, reconocido por su contribución al jazz mexicano. 

## Reseña biográfica
Proveniente de una familia de músicos—su abuelo, Carlos Oropeza, fue un organista reconocido y su padre, Adrián Oropeza, un director de coros y teatro musical—inició su formación musical en la Escuela Superior de Música del Instituto Nacional de Bellas Artes y Literatura (INBAL), donde obtuvo la Licenciatura en Jazz. Posteriormente, amplió sus conocimientos en la Los Angeles Music Academy (LAMA), estudiando bajo la tutela de Joe Porcaro y Ralph Humphries. 
En 2006, fundó el Adrián Oropeza Trío, con el objetivo de fusionar la música mexicana con el jazz. Con esta agrupación, ha lanzado cuatro álbumes: Texturas (2008), Mezcal (2011), Amaneceres (2015) y Desafío (2021). Este último trabajo, producido durante la pandemia de COVID-19, incorpora elementos electrónicos y refleja los desafíos de adaptarse a nuevas realidades.
A lo largo de su carrera, Oropeza ha representado a México en diversos festivales internacionales de jazz, como el Guimarães Jazz Festival en Portugal, siendo el primer jazzista latinoamericano en ser invitado a este evento. También participó en los renombrados P.I. Jazz Fest de Filipinas, Java Jazz Festival de Yakarta, Indonesia  y en el FIMU, Festival Internacional de Música Universitaria en Belford, Francia. Además de liderar su trío, ha colaborado en proyectos como H3A  y Sattva Jazz Project, explorando facetas como baterista y presentando propuestas innovadoras en el jazz electroacústico.
En septiembre de 2024, llevó a cabo una gira por Brasil, Chile y Colombia, presentando su proyecto "Batería y nuevas tecnologías", el cual fusiona batería, percusión electrónica y nuevas tecnologías para interpretar obras de compositoras mexicanas y colombianas.
La trayectoria de Adrián Oropeza destaca por su constante innovación y por ser una figura clave en la difusión y evolución del jazz mexicano.

## Discografía
- Tumpa, Takesi Jazz Boliviano (2006)
- Texturas, Adrián Oropeza (2008)
- Mezcal, Adrián Oropeza (2010)
- H3A, H3A (2013)
- Kando, Sattva Jazz Project (2008)
- Amaneceres, Adrián Oropeza(2014)
- Nómada, Edgar Nequiz (2017)
- Sattva 0101, Sattva Jazz Project (2017)
- Patria Grande, Atenea Ochoa (2018)
- Vámonos, Jazz Luna (2020)
- Desafío, Adrián Oropeza (2021)